# 미즈사와 에레나
미즈사와 에레나(일본어: 水沢 エレナ, 1992년 3월 21일~)는 일본의 아이돌 여자 배우, 패션 모델이다. 구 예명은 카가미 에레나(各務 英礼奈)이다. 아이치현 나고야시 출생이며, 오스카 프로모션에 소속되어있다.
2003년, 쇼가쿠칸 〈챠오〉에서, 《니나를 찾아라!! 모델 오디션》에서 니나상을 수상해, 데뷔하였다. 2006년, 틴 잡지 〈CANDy〉 (캔디, 하쿠센샤)의 모델을 거쳐, 〈Seventeen〉 (세븐틴, 슈에이샤)의 전속 모델로서 활동하였다. 2007년 봄 무렵부터는, 여배우 활동도 시작한다. BS-i 《사랑하는 일요일 졸업~봄의 거짓말》로 드라마 데뷔하였다. 2008년, 《도쿄 소녀 미즈사와 에레나》로 연속 드라마 첫 주연을 맡는다. 8월, TBS 계열 《연공》 연속 드라마판에서, 주인공인 미카 역에 발탁되었다.
2010년 3월 3일, 히노데 중학교·고등학교를 졸업하였고, 같은해 6월, 첫 사진집 《리얼》이 발매되었다. 2011년 4월호에서, 5년간 전속 모델을 맡고있던 〈Seventeen〉을 졸업했다. 같은 달부터 〈non-no〉(논노)의 전속 모델이 된다. 2013년 3월 31일자로, 소속해 있던 아뮤즈와의 계약을 종료했다. 7월부터 오스카 프로모션 소속이되었다.. 2014년 1월 28일 발매한 3월호부터 〈Oggi〉 (오기, 쇼가쿠칸)의 전속 모델이 되었다.

## 인물
아버지는 일본인, 어머니는 한국인이다. 외동딸이며, 고양이 알레르기가 있다.

## 출연

### 드라마
- 사랑하는 일요일 제3시리즈 〈졸업~봄의 거짓말〉 전편·후편(2007년 3월 24일·4월 1일, BS-i) - 사와노 카나 역
- 여름의 핫 BS! 2007~비에스 네 자매 HOT한 하루~(2007년 7월 1일, 닛폰 BS 방송) - 비에스 에레나 역
- 도쿄 소녀(BS-i) - 주연
  - 세피아 편 〈잘 가 소녀〉(2008년 2월 24일)
  - 도쿄 소녀 미즈사와 에레나(2008년 5월 3일~31일)
- 연공(2008년 8월~9월, TBS) - 타하라 미카 역
- the 파도타기 레스토랑(2008년 11월 5일, 닛폰 TV)
- 더 퀴즈 쇼(2009년 4월~6월, 닛폰 TV) - 닛타 미사키 역
- JIN-진-(2009년 10월~12월, TBS) - 하츠네 역
- LISMO Channel 〈졸업 때까지 하고 싶은 3가지 일〉(2010년 2월~3월, LISMO Channel) - 유이 역 ※web
- 기적의 동물원~아사히야마 동물원 이야기~ 2010년판(2010년 2월 12일, 후지 TV) - 치노 에이리 역
- 미오카-네가 있던 날들-(2010년 7월~9월, 닛폰 TV) - 고토 마리 역
- 주연 사마즈 ~설정 미용실~ 제4화(2010년 9월 2일, 닛폰 TV) - 에리나 역
- 소녀 K 최종화(2011년 9월 10일, 채널CGV)
- non-no TV 〈세레브 파티에 가자〉(2011년 10월~11월, BS-TBS) - 에리나 역
- 사랑하는 메종.~Rainbow Rose~(2012년 4월~6월, TV 도쿄) - 미유 역
- 비기너즈!(2012년 7월~9월, TBS) - 후쿠하라 요코 역
- 닥터-X~외과의 다이몬 미치코~ (제2시리즈)(2013년 10월~12월, TV 아사히) - 하시모토 리사 역
- 전력 외 수사관(2014년 1월~3월, 닛폰 TV) - 타부치 아리사 역
  - 전력 외 수사관 SPECIAL(2015년 3월 21일)
- 제로의 진실~감찰의·마츠모토 마오~(2014년 7월~9월, TV 아사히) - 아키야마 하루코 역
- 모든 것이 F가 된다(2014년 10월~12월, 후지 TV) - 쿠니에다 모모코 역
- 검은 옷 이야기 제5화(2014년 11월 21일, TV 아사히) - 세이라 역
- 와일드 히어로즈(2015년 4월~6월, 닛폰 TV) - 노나카 미사 역
- 스미카 스미레(2016년 2월~3월, TV 아사히) - 코사카 아리사 역
- 야마모토 슈고로 인정 시대극 제11화(2016년 3월 1일, BS 재팬) - 오키타 역
- 닥터카 제4화(2016년 5월 5일, 요미우리 TV) - 사토 레이나 역
- 후회없이, 사랑해(2016년 7월~9월, TBS) - 마사키 아카리 역

### 영화
- 바람이 강하게 불고 있다(2009년 10월 31일, 쇼치쿠) - 카츠타 하나코 역
- 스위치를 누를 때(2011년 9월 17일, 페이스 투 페이스/리베로) - 타카미야 마사미 역
- 클로버(2014년 11월 1일, 토호) - 마츠자와 리리카 역

### 라디오
- 올나이트 닛폰(2008년 6월)
- J-WAVE TOKYO MORNING RADIO(2011년 9월 6일)

## 서적

### 잡지
- CANDy(하쿠센샤)
- Seventeen(슈에이샤)
- non-no(슈에이샤)
- Oggi(쇼가쿠칸)

### 사진집
- 리얼(시바타 후미코 촬영, 2010년 6월 27일 발매, 와니북스) ISBN 978-4-8470-4284-3